# Schermen op de Olympische Zomerspelen 1956
Schermen is een van de sporten die beoefend werden tijdens de Olympische Zomerspelen 1956 in Melbourne.

## Heren

### floret individueel
| rang   | sporter(s)          | land | punten |
| ------ | ------------------- | ---- | ------ |
| Goud   | Christian d'Oriola  | FRA  | 6      |
| Zilver | Giancarlo Bergamini | ITA  | 5      |
| Brons  | Antonio Spallino    | ITA  | 5      |
| 4      | Allan Jay           | GBR  | 4      |
| 5      | József Gyuricza     | HUN  | 3      |
| 6      | Claude Netter       | FRA  | 3      |
| 7      | Mark Midler         | URS  | 2      |
| 8      | Raymond Paul        | GBR  | 0      |

### floret team
| rang   | sporter(s)                                                                                                 | land |
| ------ | --- | ---- |
| Goud   | Giancarlo Bergamini Luigi Carpaneda Vittorio Lucarelli Edoardo Mangiarotti Manlio Di Rosa Antonio Spallino | ITA  |
| Zilver | Bernard Baudoux René Coicaud Roger Closset Jacques Lataste Claude Netter Christian d'Oriola                | FRA  |
| Brons  | József Gyuricza Mihály Fülöp József Marosi József Sákovics Lajos Somodi Endre Tilli                        | HUN  |
| 4      | Daniel Bukantz Byron Krieger Albert Axelrod Harold Goldsmith Sewall Shurtz Nathaniel Lubell                | USA  |
| 5      | Allan Jay Arnold Cooperman Henry Hoskyns René Paul Raymond Paul                                            | GBR  |
| 5      | Mark Midler Joeri Ossipov Joeri Ivanov Viktor Zjdanovitsj Joeri Roedov Aleksandr Ovsjankin                 | URS  |

### degen individueel
| rang   | sporter(s)            | land | punten |
| ------ | --------------------- | ---- | ------ |
| Goud   | Carlo Pavesi          | ITA  | 5      |
| Zilver | Giuseppe Delfino      | ITA  | 5      |
| Brons  | Edoardo Mangiarotti   | ITA  | 5      |
| 4      | Richard Pew           | USA  | 4      |
| 5      | Lajos Balthazár       | HUN  | 4      |
| 6      | René Queyroux         | FRA  | 3      |
| 7      | Per Hjalmar Carlesson | SWE  | 2      |
| 8      | Rolf Wiik             | FIN  | 0      |

### degen team
| rang   | sporter(s) | land |
| ------ | --- | ---- |
| Goud   | Giorgio Anglesio Franco Bertinetti Giuseppe Delfino Edoardo Mangiarotti Carlo Pavesi Alberto Pellegrino       | ITA  |
| Zilver | Lajos Balthazár Barnabás Berzsenyi Ambrus Nagy József Marosi Béla Rerrich József Sákovics                     | HUN  |
| Brons  | Bernard Baudoux Yves Dreyfus Daniel Dagallier Armand Mouyal Claude Nigon René Queyroux                        | FRA  |
| 4      | Henry Hoskyns Michael Howard René Paul Allan Jay Raymond Paul                                                 | GBR  |
| 5      | Ghislain Delaunois Roger Achten François Dehez Jacques Debeur Marcel van der Auwera                           | BEL  |
| 5      | Rewaz Tsirekidze Arnold Tsjernoesjevitsj Jozas Oedras Lev Sajtsjoek Valentin Vdovitsjenko Valentin Tsjernikov | URS  |

### sabel individueel
| rang   | sporter(s)        | land | punten |
| ------ | ----------------- | ---- | ------ |
| Goud   | Rudolf Kárpáti    | HUN  | 6      |
| Zilver | Jerzy Pawłowski   | POL  | 5      |
| Brons  | Lev Koeznetsov    | URS  | 4      |
| 4      | Jacques Lefèvre   | FRA  | 4      |
| 5      | Aladár Gerevich   | HUN  | 3      |
| 6      | Wojciech Zabłocki | POL  | 2      |
| 7      | Pál Kovács        | HUN  | 2      |
| 8      | Luigi Narduzzi    | ITA  | 2      |

### sabel team
| rang   | sporter(s)                                                                                      | land |
| ------ | ----------------------------------------------------------------------------------------------- | ---- |
| Goud   | Aladár Gerevich Jenő Hámori Attila Keresztes Rudolf Kárpáti Pál Kovács Dániel Magay             | HUN  |
| Zilver | Marek Kuszewski Jerzy Pawłowski Zygmunt Pawlas Andrzej Piątkowski Wojciech Zabłocki Ryszard Zub | POL  |
| Brons  | Leonid Bogdanov Lev Koeznetsov Jakov Rylski Jevgeni Tsjerepovski David Tyschler                 | URS  |
| 4      | Claude Gamot Jacques Lefèvre Bernard Morel Jacques Roulot                                       | FRA  |
| 5      | Roberto Ferrari Mario Ravagnan Gastone Darè Luigi Narduzzi Domenico Pace                        | ITA  |
| 5      | Allan Kwartler Rex Dyer Norman Armitage Abram Cohen Tibor Nyilas George Worth                   | USA  |

## Dames

### floret individueel
| rang   | sporter(s)         | land | punten |
| ------ | ------------------ | ---- | ------ |
| Goud   | Gillian Sheen      | GBR  | 6      |
| Zilver | Olga Orbán         | ROU  | 6      |
| Brons  | Renée Garilhe      | FRA  | 5      |
| 4      | Janice-Lee Romary  | USA  | 4      |
| 5      | Kate Delbarre      | FRA  | 3      |
| 6      | Karen Lachmann     | DEN  | 2      |
| 7      | Ellen Müller-Preis | AUT  | 1      |
| 8      | Bruna Colombetti   | ITA  | 1      |

## Medaillespiegel
| rang   | land             | goud | zilver | brons | totaal |
| ------ | ---------------- | ---- | ------ | ----- | ------ |
| 1      | Italië           | 3    | 2      | 2     | 7      |
| 2      | Hongarije        | 2    | 1      | 1     | 4      |
| 3      | Frankrijk        | 1    | 1      | 2     | 4      |
| 4      | Groot-Brittannië | 1    | 0      | 0     | 1      |
| 5      | Polen            | 0    | 2      | 0     | 2      |
| 6      | Roemenië         | 0    | 1      | 0     | 1      |
| 7      | Sovjet-Unie      | 0    | 0      | 2     | 2      |
| totaal | totaal           | 7    | 7      | 7     | 21     |